# Centro de Saúde de Vila do Bispo
O Centro de Saúde de Vila do Bispo, originalmente denominado de Hospital da Vila do Bispo, é um edifício na localidade de Vila do Bispo, na região do Algarve, em Portugal.

## Descrição e história
O edifício foi alvo de obras de expansão e remodelação em 1953, por parte da comissão responsável pelo Plano de Construções Hospitalares. Em 28 de Julho de 1954 foi formada a Santa Casa de Misericórdia de Vila do Bispo, que tinha como principal função assegurar a gestão do hospital. No período após a Revolução de 25 de Abril de 1974, verificaram-se profundas alterações na prestação de serviços de saúde a nível nacional, com um grande número de nacionalizações, passando o governo a ser responsável pela administração do sistema nacional de saúde. Assim, a Santa Casa da Misericórdia deixou de administrar o hospital nos inícios em 1982, passando a ser responsável por outras estruturas sociais da vila, como o Lar de Terceira Idade e o Jardim de Infância Alvorada. O hospital passou a estar aberto ao público em geral, e foi reclassificado como um centro de saúde.
Em 2 de Dezembro de 2020, ocorreu uma avaria no sistema informático, limitando o Centro de Saúde à prestação de apenas serviços mínimos, situação que se arrastou por mais de uma centena de dias. O atraso na reparação da avaria foi criticado pelo grupo parlamentar Partido Comunista Português em Fevereiro de 2021, que considerou a situação como «inaceitável e incompreensível». Esta não foi a primeira vez que se verificaram falhas no material informático da unidade de saúde, uma vez que nos finais de 2019 também não funcionou durante cerca de um mês, devido a um corte de energia provocado por condições atmosféricas adversas.